# Théo Papamalamis
Théo Papamalamis (* 9. Januar 2006 in Metz) ist ein französischer Tennisspieler.

## Karriere
Papamalamis spielte zwischen 2020 und 2024 auf der ITF Junior Tour. Dort nahm er viermal an den French Open und je einmal an den anderen drei Grand-Slam-Turnieren teil, wo sein bestes Resultat im Einzel 2024 das Erreichen des Halbfinals in Wimbledon war. Mit dem J200-Turnier in Basel gewann er einen größeren Titel im Einzel. Hinzu kommen drei niedriger dotierte Turniersiege (davon zwei im Doppel). In der Junioren-Rangliste erreichte er mit Platz 11 seine höchste Notierung.
Bei den Profis erspielte Papamalamis sich 2022 die ersten Punkte für die Weltrangliste. Ab 2024 spielt er regelmäßig bei den Erwachsenen und schaffte auf der drittklassigen ITF Future Tour zweimal den Einzug ins Endspiel sowie zwei weitere Male ins Halbfinale, wodurch er in die Top 800 einstieg. Dank einer Wildcard trat er in der Qualifikation zu den French Open erstmals bei einem Grand-Slam-Turnier in Erscheinung, verlor dort aber gegen seinen Landsmann Grégoire Barrère. Als Lucky Loser rückte er in seiner Heimatstadt Metz ins Hauptfeld der Moselle Open nach. Er schied bei seinem Debüt auf der ATP Tour in der ersten Runde mit Quentin Halys abermals gegen einen Landsmann aus.